# Hérmedes de Cerrato
Hérmedes de Cerrato település Spanyolországban, Palencia tartományban. Hérmedes de Cerrato Castroverde de Cerrato, Torre de Esgueva, Vertavillo, Villaconancio, Cevico Navero, Castrillo de Don Juan, Canillas de Esgueva és Fombellida községekkel határos. Lakosainak száma 74 fő (2024).

## Népesség
A település népessége az elmúlt években az alábbi módon változott:
| Lakosok száma | 130  | 122  | 115  | 100  | 98   | 87   | 81   | 80   | 78   | 74   |
|               | 2001 | 2004 | 2007 | 2009 | 2012 | 2014 | 2017 | 2019 | 2022 | 2024 |